# Крещение сербов

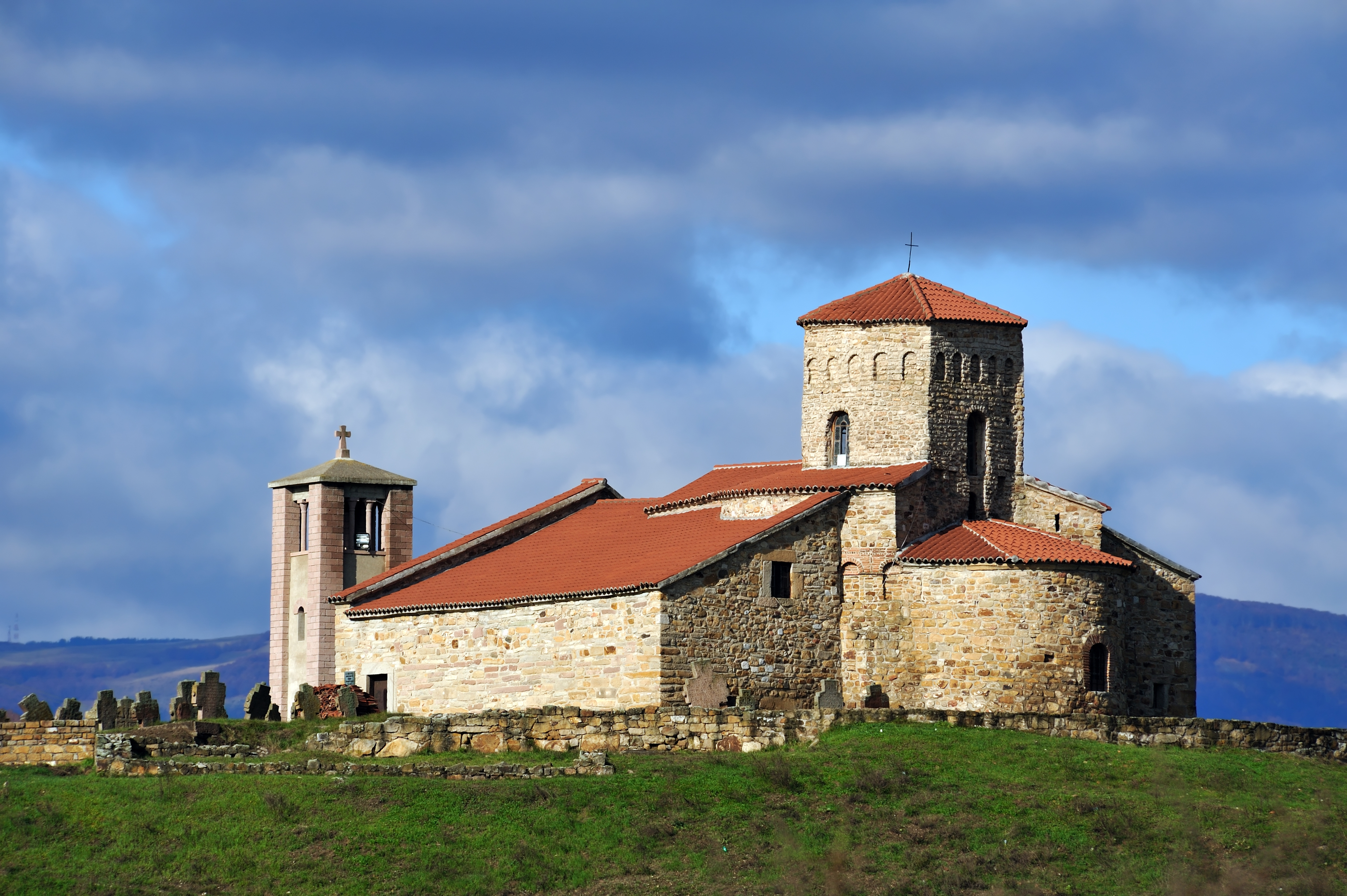
Церковь Святых Апостолов Петра и Павла (Стари-Рас)

Крещение сербов (серб. Покрштавање Срба) — принятие христианства сербскими племенами после их переселения на Балканский полуостров.
Распространение христианства среди сербских племен началось вскоре после их расселения на Балканах. Инициатором христианизации в этих землях была Византия, которая рассчитывала таким путём расширить своё политическое влияние на славян. Константин Багрянородный сообщает, что крещение сербов началось еще при императоре Ираклии I (610—641), который послал сербам священников из Рима. Ряд историков полагает, что попытки Византии распространить христианство в сербских землях имели большие результаты, чем в Хорватии. Христианство первоначально распространялось медленно, широкие слои населения с трудом его воспринимали и нередко вновь возвращались к язычеству. Окончательно новая религия утвердилась в сербских землях только во второй половине IX века при императоре Василии I, когда крестился княжеский род в Сербии. Сыновья князей Мутимирa и Гойникa получили имена Стефан и Петр. Предположительно, это произошло между 867 и 874 годами.
Уже на первых этапах распространения христианства сербские земли оказались на стыке двух церковных влияний — западного и восточного. В первое время христианство проникало главным образом с запада, о чем свидетельствуют долго сохранявшиеся остатки латинской церковной терминологии у сербов. Между Римом и Византией шла борьба за влияние в сербских землях. К концу IX века определилось преобладание римской церкви в районах, прилегавших к Адриатическому побережью, и византийской — во внутренних сербских землях. Широкому распространению
среди сербов христианства по восточному обряду содействовала в это время деятельность на Балканах учеников Кирилла и Мефодия, приведшая к распространению среди сербов понятного народу богослужения на славянском языке. В результате переход к христианской религии способствовал развитию сербской культуры, в частности письменности.